# فوسون ديميريل
فوسون ديميريل (بالتركية: Füsun Demirel) (ولدت في 20 أغسطس في عام 1958 في مدينة أنقرة) ممثلة تركية ومترجمة. 

## مسيرتها
تُشتهر فوسون ديميريل بأدوارها في مسلسلات مثل «صديقة وشاشيفلك» وتُشتهر أيضاً بأدوارها في أفلام مثل «الحب الصغير للرجل الكبير، ولتطلق النار على الطائرة الورقية وعلى وجه الخصوص أغا الفقير».

## حياتها
تخرجت فوسون ديميريل من قسم المسرح في أكاديمية الفنون المسرحية الرومية في عام 1980 ومن جامعة لغة بيروجيا في عام 1976. وفي عام 1980 بدأت فوسون ديميريل حياتها الفنية بمسرحية «المطبخ الغني» حيث أنه قد كتبها وأخرجها وصيف أونجورن في مسرح برلين كوليكتيف الألماني.

## نشأتها
عملت فوسون ديميريل في العديد من المسارح مثل " مسرح المدينة، ومسرح دورمان، ومسرح ملهى النعامة ومسرح الأصدقاء. وفي عام 1984 انتقلت فوسون ديميريل من المسرح إلى السينما بفيلم رشفة من الحب لعاطف يلماز. وبالإضافة إلى التمثيل قامت فوسون ديميريل بالترجمة باللغات الألمانية والإنجليزية والإيطالية حيث أنها تعرفهم على مستوى جيد. وقامت بترجمة فيما يقرب من سبعة وعشرون مسرحية لداريو فو وفرانكا راميه إلى اللغة التركية.
شغلت فوسون ديميريل منصب رئيس جمعية الممثلين السينمائيين المعاصرين وذلك في عام 1996.

## أعمالها
•	العالم الكاذب – 2012
•	توبة التوبة – 2011
•	قطفت زهرة – 2010
•	أين أنت يا حب – 2009
•	مرات عديدة – 2007
•	وجوه خفية – 2006
•	وطن الفتيايات – 2006
•	نساء خلف الكاميرا: بيلجا أولجاتش – 2005
•	حياتي – 2004
•	العروس الزائفة – 2004
•	حرب بساحة الحب – 2002
•	روس إن رنا – 2001
•	الحب الصغير للرجل الكبير – 2001
•	رحلة بلا عودة (ريسا أوهني روكيهر) – 2001
•	ليالي أوروبية – 2000
•	معضلة شاشيفلك – 2000
•	الكمبرس – 1999
•	الجرح – 1998
•	سرق اللصوص والدي – 1998
•	صديقة – 1997
•	تسريبات هوليوود 1996
•	التحرير – 1996
•	سوف يكون الرجل إبني – 1995
•	الحشرة – 1995
•	العصابات – 1994
•	زفاف بيهان – 1994
•	الفنان بالاس – 1994
•	والدي في الجيش – 1994
•	الشجرة الساحرة – 1994
•	كتل الحظ – 1993
•	روموز تحبني – 1993
•	وقت القمر – 1993
•	قصر بلقيس هانم – 1992
•	هيا تعال يا بار – 1992
•	ميم وزين – 1991
•	البنفسجي الغامق – 1991
•	المركز السري – 1991
•	ماكريل – 1990
•	قلب من زجاج – 1990
•	قلت انتظر الظل – 1990
•	سحابة صغيرة – 1990
•	الفرس المتواضع – 1990
•	شارع الوطن (دي هيمريسي) – 1989
•	ليطلقوا النار على الطائرة الورقية
•	القميص – 1988
•	السيدة العزيزة – 1988
•	واحد من الأخرين – 1987
•	المستأجر – 1987
•	البنفسج هو الأزرق – 1987
•	فيرهوندا كالفا – 1987
•	أاه بيليندا – 1986
•	كيف تأسٌست آسيا؟ - 1986
•	ملكة القلوب – 1986
•	أغا الفقير – 1985
•	رشفة من الحب – 1984
•	العواطف الخفية – 1984
•	الرياح الغاضبة – 1982

## وصلات خارجية
- فوسون ديميريل على موقع IMDb (الإنجليزية)
- فوسون ديميريل على موقع قاعدة بيانات الفيلم (الإنجليزية)

- •	فوسون ديميريل في IMDb
- •	صفحة جمعية الممثلين السينمائيين المعاصرين
- •	فوسون ديميريل في السينما التركية
- •	صور إلتقطها معمر يانماز وتحتل مكانة في معرض صور الممثلات نسخة محفوظة 11 مايو 2006 على موقع واي باك مشين.